# Seznam slovenskih preporodovcev
Seznam slovenskih preporodovcev zajema pripadnike nacionalnega gibanja, imenovane po mesečniku Preporod, ki so rojeni na ozemlju današnje Slovenije.
- Matija Ambrožič
- Jože Arh
- Josip Bercè
- Ivan Cankar
- Miha Čop
- Ivan Endlicher
- Vladislav Fabjančič
- Pavel Grošelj
- Avgust Jenko
- Slava Kesler
- Vera Kesler (Vera Albreht)
- Aleksander Knez
- Ivan Kolar
- Juš Kozak
- Zofka Kveder
- Evgen Lovšin
- Viktor Markič
- Janže Novak
- Avgust Omahen
- Ivan Omahen
- Pavel Pestotnik
- Ciril Ponikvar
- Angela Suša
- Anton Štefančič
- Hugo Uhliřem
- Milan Zajc
- Ivan Zorman
- Oton Župančič